# Hotel Portofino
Hotel Portofino je britanska povijesno-dramska televizijska serija autora Matta Bakera.
Serija se premijerno prikazala na britanskoj streaming platformi BritBox 27. siječnja 2022., a od 3. veljače 2023. se prikazuje na ITV-u.
U Hrvatskoj se premijerno prikazuje na Prvom programu HRT-a od 24. rujna 2022.
U veljači 2023. serija je obnovljena za treću sezonu.

## Radnja
Kraljevina Italija, 1926. Bella Ainsworth, kćer bogatog industrijalca, seli se u Italiju kako bi upravljala luksuznim hotelom, posebno za britanske kupce, u ligurijskom gradiću Portofino, na Rivieri di Levante. S njom su njezin kontroverzni suprug Cecil, kćer Alice i sin Lucian, još uvijek uznemireni strahotama Prvog svjetskog rata u kojem je sudjelovala. Dok Bella pokušava sebi i svojoj obitelji pružiti budućnost blagostanja i ekonomske neovisnosti, oko njih se nazire politička prijetnja: Nacionalna fašistička stranka Benita Mussolinija, koja zemlju pretvara u diktaturu.

## Pregled serije
U Hrvatskoj serija se prikazuje na prvom programu HRT-a od 24. rujna 2022. Dok serija izvorno ima šest epizoda po sezoni, HRT je dvije epizode spojio u jednu pa tako u Hrvatskoj ima tri epizode po sezoni. Od 13. lipnja 2024. godine serija se prikazuje na streaming platformi Voyo.
| Sezona | Sezona | Epizode | Britansko prikazivanje        | Britansko prikazivanje        | Hrvatsko prikazivanje | Hrvatsko prikazivanje | Hrvatsko prikazivanje         |
| Sezona | Sezona | Epizode | Premijera                     | Finale                        | Premijera             | Finale                | Voyo                          |
| ------ | ------ | ------- | ----------------------------- | ----------------------------- | --------------------- | --------------------- | ----------------------------- |
|        | 1.     | 6       | 27. siječnja 2022.            | 3. ožujka 2022.               | 24. rujna 2022.       | 8. listopada 2022.    | 13. lipnja – 21. lipnja 2024. |
|        | 2.     | 6       | 17. ožujka 2023.              | 21. travnja 2023.             | 23. rujna 2023.       | 7. listopada 2023.    | 22. lipnja – 30. lipnja 2024. |
|        | 3.     | 6       | 25. travnja 2024. (streaming) | 25. travnja 2024. (streaming) | 14. rujna 2024.       | 28. rujna 2024.       | 4. srpnja 2024.               |

## Glumačka postava
- Natascha McElhone kao  Bella Ainsworth
- Lucy Akhurst kao  Julia Drummond-Ward
- Louisa Binder kao Constance March
- Elizabeth Carling kao Betty Scanlon
- Oliver Dench kao Lucian Ainsworth
- Pasquale Esposito kao Signor Vincenzo Danioni
- Rocco Fasano kao Gianluca Bruzzone
- Lily Frazer kao Claudine Pascal
- Adam James kao Jack Turner (sezona 1)
- Imogen King kao Melissa de Vere (sezona 1)
- Olivia Morris kao Alice Mays-Smith
- Daniele Pecci kao Count Carlo Albani
- Lorenzo Richelmy kao Roberto Albani (sezona 1)
- Claude Scott-Mitchell kao Rose Drummond-Ward
- Mark Umbers kao Cecil Ainsworth
- Assad Zaman kao Dr Anish Sengupta
- Anna Chancellor kao Lady Latchmere (sezona 1)
- Carolina Gonnelli kao Paola (glavna sezona 2; sporedna sezona 1)
- Louis Healy kao Billy Scanlon (glavni sezona 2; sporedni sezona 1)
- Joseph Balderrama kao Luigi Farrino (sezona 2)
- Oscar Lloyd kao Jonathan Bertram (sezona 2)
- Giorgio Marchesi kao Marco Bonacini (sezona 2)
- Roby Schinasi kao Victor Michel (sezona 2)

## Snimanje
Prva sezona je snimana u Hrvatskoj, u Rijeci na Grobničkom polju, Lovranu, gdje je smještena vila koja utjelovljuje "Hotel Portofino", Rovinju, Opatiji, Puli i Balama, a kraći dio serije sniman je u Portofinu, Italija, 2021. godine. Snimanje je trajalo 60 dana, a uz to je i najveći projekt sniman u Hrvatskoj.
U travnju 2022. serija je obnovljena za drugu sezonu. Druga sezona snimana je u Zagrebu (Muzej za umjetnost, Narodni dom, Hrvatski institut za povijest) Lovranu, Matuljima, Grožnjanu, Belaju i Rijeci, u srpnju 2022. godine i bila je najvažnija televizijska produkcija godine u zemlji. U proizvodnji je za posadu bilo zaposleno 135 hrvata i više od 800 statista.
U veljači 2023. serija je obnovljena za treću sezonu. Snimanje se odvijalo od lipnja do rujna 2023. godine u Lovranu, Opatiji, Kostreni, Klani, Rijeci (Državni arhiv, Guvernerova palača, Trg Riječke rezolucije, Trg Grivica, Potok i ostale lokacije), Istri i Zagrebu.
Jednoj od dvorana Hrvatskog intituta za povijest poslužila je kao privatna soba za igranje pokera u casinu hotela Portofino koja se pojavljuje u šestoj epizodi druge sezone, dok je preporodna dvorana u HAZU poslužila za casino.

## Adaptacija
Književna adaptacija serije, koju je napisao JP O'Connell, objavljena je u prosincu 2021. U Hrvatskoj knjigu je s engleskog prevela Andrea Šimunić, a dostupna je od kolovoza 2023. godine.

## Vanjske poveznice
- Službena stranica na eagleeyedrama.com
- Hotel Portofino u internetskoj bazi filmova IMDb-a